# Neotheronia concolor
Neotheronia concolor är en stekelart som beskrevs av Krieger 1905. Neotheronia concolor ingår i släktet Neotheronia och familjen brokparasitsteklar. Utöver nominatformen finns också underarten N. c. pectoralis.